# Un insopportabile ronzio
Un insopportabile ronzio (Why I'm Afraid of Bees) è il diciassettesimo romanzo della collana Piccoli brividi di R. L. Stine. 

## Trama
Gary Lutz è un dodicenne di Millville che vive una vita orribile: dei bulli lo perseguitano e viene continuamente sfottuto e preso in giro dai suoi coetanei, che lo chiamano "Gary il Pirla". Oltre a questo Gary è molto pauroso, soprattutto delle api. Un giorno, però, navigando sul web, scopre che esiste al numero 113 di Roach Road nella sua città un'agenzia specializzata nel cambio di personalità tra ragazzi. Incuriosito, Gary si reca all'ufficio dove la signora Karmen gli scatta una foto e gli fa compilare un modulo e il giorno dopo il ragazzo è pronto per il cambio di mente con un ragazzo di nome Dirk Davis. Quando però il giorno dopo la signora Karmen si reca a casa Lutz per effettuare lo scambio di mente, non si accorge che un'ape proveniente dalle arnie del signor Andretti (il vicino di Gary, un apicoltore) s'intromette nel processo e dunque la mente di Gary viene spostata nel corpo dell'insetto. Così inizia la bizzarra avventura di Gary nel corpo dell'ape, riuscendo a sfuggire da sua sorella Krissy e dal suo gatto Claus e accorgendosi che Dirk Davis, ora nel corpo di Gary, risulta molto popolare e sicuro di sé: i tre bulli Barry, Marv e Karl hanno paura di lui e le ragazze gli chiedono lezioni di skateboard. Dopo aver scoperto che la mente dell'ape è invece intrappolata nel corpo di Dirk, Gary cerca di convincere quest'ultimo a restituirgli il corpo ma questi glielo nega. Preso dalla rabbia allora lo punge, dimenticandosi però che le api muoiono quando pungono qualcuno. Invece di morire, però, si risveglia nel suo vero corpo. La vicenda si conclude in modo positivo: Gary non ha più paura delle api, risulta felice della sua vita, dà ancora lezioni di skateboard alle ragazze, i tre bulli non lo perseguitano più ed è molto abile negli sport. Tuttavia sente ancora la necessità di avvicinarsi ai fiori per succhiarne il polline.

## Edizioni
- R. L. Stine, Un insopportabile ronzio, traduzione di Chiara Belliti, collana Piccoli brividi, Arnoldo Mondadori Editore, 1995,  p. 144.